# Дом культуры (Кырджали)

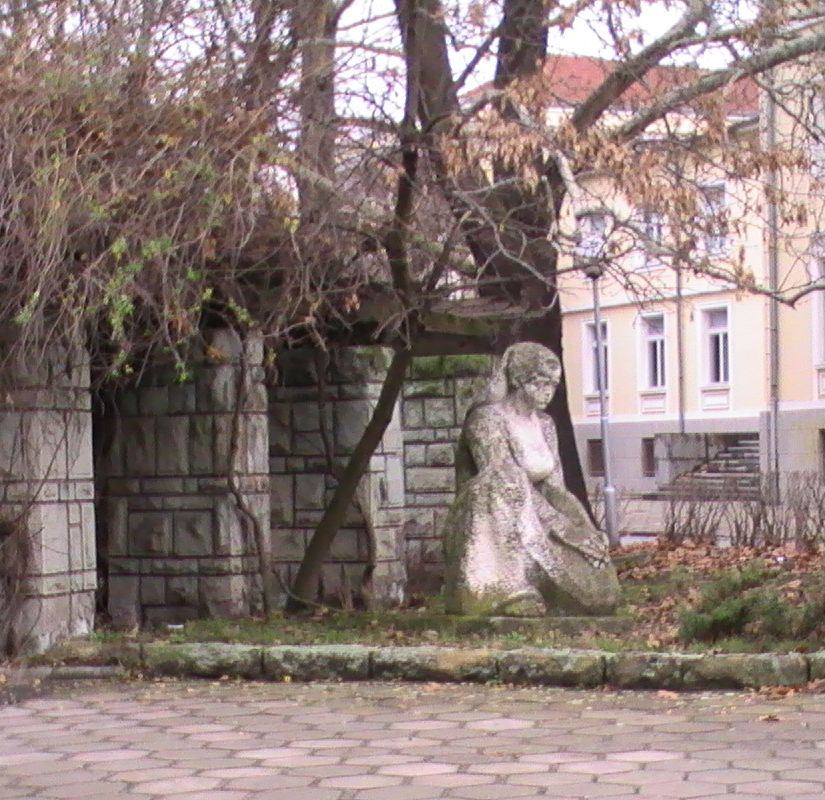
Кырджали. Вход в парк Горубсо и часть фасада Дома культуры

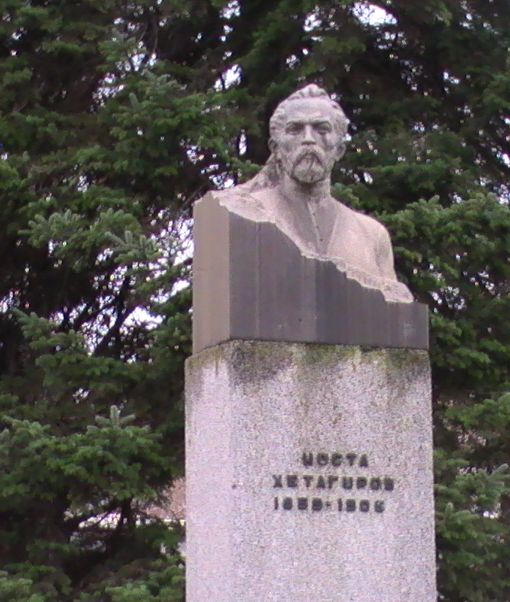
Бюст К. Л. Хетагурова у Дома культуры в Кырджали

Дом культуры (официально «Общинский центр культуры и молодёжных мероприятий», болг. Общинския център за култура и младежки дейности) в болгарском городе Кырджали открылся в октябре 1952 года.
На базе дома культуры проводятся концерты и торжества, в здании работают:
- Детская музыкальная школа с обучением игре на гитаре, фортепиано, аккордеоне, скрипке, виолончели;
- Группы народных песен, классических и спортивных танцев;
- Детский струнный оркестр;
- Школа народных танцев;
- Музыкально-танцевальный ансамбль (детский и молодёжный);
- Курсы компьютерной направленности и курсы актёрского мастерства.

К зданию непосредственно примыкает парк Горубсо, перед зданием (справа от входной группы) стоит бюст осетинского поэта К. Л. Хетагурова, переданный северо-осетинской стороной в годы побратимских отношений между СОАССР и Кырджалийским округом.
Воспитанниками кырджалийского дома культуры являются кларнетист Иво Папазов, балетный режиссёр Хикмет Ахмедов, ректор музыкальной академии в Пловдиве профессор Анастас Славчев.
Площадка перед Домом культуры используется для проведения массовых мероприятий — в частности, на новый год украшают живую ель у входа, ставят временную сцену и проводят на ней праздничный концерт.
В 2012 году Дом культуры торжественно отметил своё 60-летие. На концерте выступили артисты Музыкального театра, фольклорные ансамбли. В торжественной речи кмет общины Кырджали Хасан Азис назвал Дом культуры местом, где «поколения кырджалийцев формировали своё мировоззрение».